# Artabotrys modestus
Artabotrys modestus är en kirimojaväxtart som beskrevs av Friedrich Ludwig Diels. Artabotrys modestus ingår i släktet Artabotrys och familjen kirimojaväxter. IUCN kategoriserar arten globalt som livskraftig.

## Underarter
Arten delas in i följande underarter:
- A. m. macranthus
- A. m. modestus